# Quincy Adams Gillmore
Quincy Adams Gillmore (født 28. februar 1825 i Ohio, død 7. april 1888) var en amerikansk general.
Efter at have gennemgået skolen i West Point ansattes han i ingeniørkorpset, men blev ved Borgerkrigens udbrud kaptajn i general Shermans stab. Han ledede angrebet på Fort Pulaski 1862 og deltog i belejringen af Charleston. I 1865 blev han guvernør i Sydkarolina og gik ved fredsslutningen tilbage som oberst i ingeniørkorpset, i hvilket korps han virkede med megen dygtighed. Han har offentliggjort en betydelig række skrifter af teknisk natur.